# L'operació Rip Van Winkle
"L'operació Rip Van Winkle" (títol original en anglès "The Rip Van Winkle Caper") és el vint-i-quatrè episodi de la segona temporada, i el 60è total de la sèrie de televisió d'antologia La Dimensió Desconeguda. Es va emetre originalment el 21 d'abril de 1961 a CBS. Ha estat doblat al català i emès per TV3. Va ser escrit pel creador de sèries i showrunner Rod Serling, i va ser dirigit per Justus Addiss.

## Narració d'obertura
| « | Presentem quatre experts en el qüestionable art del crim: el Sr. Farwell, expert en gasos nocius, antic professor, amb un doctorat tant en química com en física; Sr. Erbie, expert en enginyeria mecànica; el Sr. Brooks, expert en l'ús d'armes de foc i altres armes; i el Sr. De Cruz, expert en demolició i diverses formes de destrucció. El moment és ara, i el lloc és una cova de muntanya a la Vall de la Mort, als Estats Units. En un moment, aquests quatre homes utilitzaran els serveis d'un camió col·locat a cosmoline, carregat amb un atracament calent refredat per un segle de son, i després conduiran a La Dimensió Desconeguda. | » |

## Argument
Quatre homes fugen de la llei en un camió després de robar lingots d'or per valor d'un milió de dòlars d'un tren amb destinació Fort Knox a Los Angeles. Els lladres, formats pel científic/certificat Farwell, l'expert en demolicions De Cruz, l'expert en armes de foc Brooks i l'enginyer mecànic Erbie, s'amaguen en una cova secreta a la Valle de la Mort, on Farwell ha amagat un conjunt d’habitacions d'animació suspesa perquè el grup pugui dormir durant aproximadament 100 anys. Passat aquest temps, espera que puguin vendre l'or sense aixecar sospita. De Cruz té reserves sobre el pla, però els quatre homes entren a les cambres.
Quan es desperten, descobreixen que l'Erbie ha mort, la seva cambra s'ha obert per una roca que va caure. De Cruz s'ofereix a protegir l'or i el seu camió mentre Brooks condueix cap a la civilització, però Brooks no confia en De Cruz i insisteix que condueixi. De Cruz mata a Brooks amb el camió, però quan els frens fallen, es retira i deixa el camió per xocar contra un barranc. Com a resultat, Farwell i De Cruz es veuen obligats a caminar pel desert amb la calor de l'estiu, portant tot l'or que poden a l'esquena.
Al llarg del camí, Farwell descobreix que ha perdut la seva cantimplora i comença a intercanviar lingots d'or amb De Cruz a canvi d'una mica de la seva aigua. Quan De Cruz augmenta el preu, Farwell el colpeja amb una barra i el mata. Farwell recull tot l'or que pot portar i segueix endavant, però es veu obligat a descartar-lo gradualment a mesura que el pes es fa cada cop més pesat. Finalment, feble i deshidratat, col·lapsa.
Farwell recupera la consciència i troba un home al seu costat. Ofereix dèbilment el seu darrer lingot d'or a canvi d'aigua i un viatge fins a la ciutat més propera, però mor abans que l'home pugui respondre. En tornar al seu cotxe, l'home li diu a la seva dona que Farwell ha mort i li comenta que aquest li va oferir un lingot d'or com si fos valuós. Ella li recorda que la gent antigament utilitzava l'or per diners, però assenyala que això va ser fa molt de temps, abans que la humanitat trobés la manera de fabricar-lo.

## Narració de cloenda
| « | L'últim de quatre Rip Van Winkles, que tots van morir precisament com vivien, perseguint un ídol a través de la sorra per acabar blanquejat sec al sol calent com tanta part del desert, sense valor com el lingot d'or pel que van construir un santuari. La lliçó d'aquesta nit - a La Dimensió Desconeguda. | » |

## Repartiment
- Simon Oakland com a DeCruz
- Oscar Beregi, Jr., com Farwell
- Lew Gallo com a Brooks
- John Mitchum com a Erbie
- Wallace Rooney com a George
- Shirley O'Hara com a dona de George